# Villiers-le-Duc
Villiers-le-Duc település Franciaországban, Côte-d’Or megyében. Lakosainak száma 111 fő (2022. január 1.). Villiers-le-Duc Maisey-le-Duc, Rochefort-sur-Brévon, Buncey, Châtillon-sur-Seine, Essarois, Nod-sur-Seine, Saint-Germain-le-Rocheux, Vanvey és Voulaines-les-Templiers községekkel határos.

## Népesség
A település népessége az elmúlt években az alábbi módon változott:
| Lakosok száma | 129  | 100  | 118  | 125  | 88   | 83   | 87   | 100  | 103  | 111  |
|               | 1968 | 1982 | 1990 | 2006 | 2013 | 2015 | 2017 | 2019 | 2020 | 2022 |